# Montecarlo (film 1956)
Montecarlo è un film del 1956 diretto da Giulio Macchi e Samuel A. Taylor, con protagonisti Marlene Dietrich e Vittorio De Sica.

## Trama
Un conte spiantato per poter pagare i debiti inizia a corteggiare una marchesa appena arrivata nel suo albergo. Anche lei però è una nobile decaduta in cerca di un buon partito per poter tornare a fare la bella vita. Presto la verità viene a galla e dopo una iniziale delusione pensano di approfittare di un ricco industriale, lui è vedovo e corteggia la marchesa, la figlia invece si interessa al conte. Il loro progetto potrebbe andare a buon fine ma decidono di restare insieme dato che hanno scoperto di amarsi.